# (32779) 1988 CZ2
1988 CZ2 (asteroide 32779) é um asteroide da cintura principal. Possui uma excentricidade de 0.17244330 e uma inclinação de 4.02785º.
Este asteroide foi descoberto no dia 11 de fevereiro de 1988 por Eric Walter Elst em La Silla.